# 프라야그라지
프라야그라지(힌디어: प्रयागराज) 또는 알라하바드는 바라나시의 서쪽 약 100km, 야무나강과 갠지스강의 합류점에 있는 교통, 종교, 상업의 중심지로 고 자와할랄 네루 총리의 출생지이며 정치적으로 중요한 도시이다. 양 강의 합류지점은 산감이라고 불리며 매년 1~2월 메타라고 불리는 힌두교의 큰 제사가 있어 수많은 신도들이 몰린다.

## 인구
2011년 인구 조사에서는 프라야그라지가 관리하는 82km2(32sq mi) 지역의 인구가 1,112,544명이라고 보고했는데, 이는 밀도가 13,600/km2(35,000/sq mi)에 해당한다. 2020년 1월, 프라야그라지의 경계가 365km2(141평방마일)로 확장되었다. 2011년 인구 조사에 따르면 1,536,218명이 해당 경계 내에 살았다. 이는 인구 밀도가 4,200/km2(11,000/sq mi)에 해당한다.
우타르프라데시주의 원주민은 프라야그라지 인구의 대다수를 구성한다. 프라야그라지의 노숙자 인구 조사에 따르면 총 5,672 가구가 보도에 거주하거나 지붕 덮개 없이 살고 있으며 이는 프라야그라지 지역 전체 인구의 약 0.38%이다. 프라야그라지의 성비는 남자 1000명당 여자 901명이며, 아동 성비는 남자 1000명당 여자 893명으로 전국 평균보다 낮다.
공식 국어인 힌디어가 프라야그라지의 주요 언어이다. 우르두어와 기타 언어는 상당수의 소수 민족이 사용한다. 힌두교인은 프라야그라지 인구의 대다수를 구성한다. 무슬림은 큰 소수를 구성한다. 2011년 전국 인구 조사의 잠정 결과에 따르면 힌두교는 프라야그라지 시의 대다수 종교이며 추종자가 76.03%이다. 이슬람교는 도시에서 두 번째로 많이 믿는 종교이며 약 21.94%가 이슬람교를 따르고 있다. 이어 기독교 0.68%, 자이나교 0.10%, 시크교 0.28%, 불교 0.28% 순이다. '다른 종교'는 약 0.02%, '특정 종교 없음'은 약 0.90%로 나타났다.
프라야그라지의 식자율은 86.50%로 이 지역에서 가장 높다. 남성 문해력은 90.21%, 여성 문해력은 82.17%이다. 2001년 인구 조사에서도 같은 수치가 75.81과 46.38로 나타났다. 2011년 인구 조사에 따르면 프라야그라지의 글을 읽을 줄 아는 사람은 총 1,080,808명이며, 그 중 남성과 여성은 각각 612,257명과 468,551명이다. 인도의 35개 주요 도시 중에서 프라야그라즈는 국가범죄기록국에 특별법 및 현지법 위반률이 가장 높은 것으로 보고되었다.
| 연도     | 인구      | ±%      |
| -------- | --------- | ------- |
| 1820     | 20,000    | —       |
| 1865     | 105,900   | +429.5% |
| 1871     | 143,700   | +35.7%  |
| 1881     | 148,500   | +3.3%   |
| 1891     | 175,200   | +18.0%  |
| 1901     | 172,032   | −1.8%   |
| 1911     | 171,697   | −0.2%   |
| 1921     | 157,220   | −8.4%   |
| 1931     | 173,895   | +10.6%  |
| 1941     | 246,226   | +41.6%  |
| 1951     | 312,259   | +26.8%  |
| 1961     | 411,955   | +31.9%  |
| 1971     | 490,622   | +19.1%  |
| 1981     | 616,051   | +25.6%  |
| 1991     | 792,858   | +28.7%  |
| 2001     | 975,393   | +23.0%  |
| 2011     | 1,112,544 | +14.1%  |
| 2020     | 1,536,218 | +38.1%  |
| Sources: |           |         |

## 기후
프라야그라지는 쾨펜(Köppen) 기후 분류에서 Cwa로 지정된 북인도 평야 도시에 공통적으로 나타나는 습한 아열대 기후이다. 연평균 기온은 26.1°C(79.0°F)이다. 월평균 기온은 18~29°C(64~84°F)이다. 프라야그라지에는 덥고 건조한 여름, 시원하고 건조한 겨울, 덥고 습한 몬순의 세 계절이 있다. 여름은 3월부터 9월까지 지속되며, 건조한 여름(3월부터 5월)에는 일일 최고 기온이 48°C까지 올라가고, 덥고 습한 몬순 시즌(6월부터 9월)에는 최대 40°C에 이른다. 몬순은 6월에 시작되어 8월까지 지속된다. 9월에도 습도가 높다. 겨울은 12월부터 2월까지이며 기온이 영하로 떨어지는 경우가 거의 없다. 일일 평균 최고 기온은 약 22°C(72°F)이고 최저 기온은 약 9°C(48°F)이다. 프라야그라지에는 눈이 내리지 않지만 수많은 장작불, 석탄 불, 쓰레기 소각으로 인해 짙은 겨울 안개가 발생하여 상당한 교통 및 이동 지연이 발생한다. 최고 기록 온도는 2019년 6월 9일 48.9°C(120.0°F)이고, 최저 기록은 1961년 12월 26일 −0.7°C(31°F)이다.
6월부터 9월까지 벵골만이나 남서 몬순의 아라비아해 지류에서 내리는 비는 알라하바드에 내리며, 연간 강수량의 대부분인 1,027mm(40인치)를 이 도시에 공급한다. 가장 높은 월별 총 강수량은 333mm(13인치)로 8월에 발생한다. 이 도시는 연간 2,961시간의 일조량을 받으며, 5월에 일조량이 최대이다.
| 프라야그라지의 기후                                            | 프라야그라지의 기후 | 프라야그라지의 기후 | 프라야그라지의 기후 | 프라야그라지의 기후 | 프라야그라지의 기후 | 프라야그라지의 기후 | 프라야그라지의 기후 | 프라야그라지의 기후 | 프라야그라지의 기후 | 프라야그라지의 기후 | 프라야그라지의 기후 | 프라야그라지의 기후 | 프라야그라지의 기후 |
| 월                                                             | 1월                 | 2월                 | 3월                 | 4월                 | 5월                 | 6월                 | 7월                 | 8월                 | 9월                 | 10월                | 11월                | 12월                | 연간                |
| -------------------------------------------------------------- | ------------------- | ------------------- | ------------------- | ------------------- | ------------------- | ------------------- | ------------------- | ------------------- | ------------------- | ------------------- | ------------------- | ------------------- | ------------------- |
| 역대 최고 기온 °C (°F)                                         | 32.8 (91.0)         | 36.3 (97.3)         | 42.8 (109.0)        | 46.6 (115.9)        | 48.8 (119.8)        | 48.9 (120.0)        | 45.6 (114.1)        | 42.7 (108.9)        | 39.6 (103.3)        | 40.6 (105.1)        | 36.2 (97.2)         | 32.6 (90.7)         | 48.9 (120.0)        |
| 일평균 최고 기온 °C (°F)                                       | 22.6 (72.7)         | 27.6 (81.7)         | 34.0 (93.2)         | 39.9 (103.8)        | 41.7 (107.1)        | 39.5 (103.1)        | 34.6 (94.3)         | 33.4 (92.1)         | 33.7 (92.7)         | 33.6 (92.5)         | 30.1 (86.2)         | 24.9 (76.8)         | 33.1 (91.6)         |
| 일일 평균 기온 °C (°F)                                         | 15.7 (60.3)         | 19.7 (67.5)         | 25.1 (77.2)         | 31.2 (88.2)         | 34.2 (93.6)         | 33.3 (91.9)         | 30.7 (87.3)         | 29.8 (85.6)         | 29.3 (84.7)         | 27.6 (81.7)         | 23.1 (73.6)         | 18.0 (64.4)         | 26.5 (79.7)         |
| 일평균 최저 기온 °C (°F)                                       | 9.2 (48.6)          | 12.7 (54.9)         | 17.2 (63.0)         | 22.9 (73.2)         | 26.8 (80.2)         | 28.3 (82.9)         | 27.1 (80.8)         | 26.6 (79.9)         | 25.7 (78.3)         | 21.4 (70.5)         | 15.2 (59.4)         | 10.5 (50.9)         | 20.3 (68.5)         |
| 역대 최저 기온 °C (°F)                                         | 1.1 (34.0)          | 1.1 (34.0)          | 7.2 (45.0)          | 12.7 (54.9)         | 17.2 (63.0)         | 18.7 (65.7)         | 18.8 (65.8)         | 21.1 (70.0)         | 18.3 (64.9)         | 11.7 (53.1)         | 5.6 (42.1)          | −0.7 (30.7)         | −0.7 (30.7)         |
| 평균 강우량 mm (인치)                                          | 17.0 (0.67)         | 17.6 (0.69)         | 8.8 (0.35)          | 7.0 (0.28)          | 13.9 (0.55)         | 113.5 (4.47)        | 268.0 (10.55)       | 238.5 (9.39)        | 184.9 (7.28)        | 34.7 (1.37)         | 4.6 (0.18)          | 6.8 (0.27)          | 915.3 (36.04)       |
| 평균 강우일수                                                  | 1.6                 | 1.5                 | 1.0                 | 0.7                 | 1.2                 | 5.5                 | 12.0                | 11.8                | 8.4                 | 1.5                 | 0.4                 | 0.5                 | 46.1                |
| 평균 상대 습도 (%) (17:30)                                     | 64                  | 53                  | 37                  | 24                  | 29                  | 48                  | 72                  | 76                  | 73                  | 63                  | 60                  | 65                  | 55                  |
| 평균 월간 일조시간                                             | 224.9               | 244.2               | 263.2               | 274.1               | 292.3               | 206.4               | 143.3               | 180.6               | 184.3               | 259.7               | 256.7               | 244.0               | 2,773.7             |
| 출처 1: 인도 기상청 (평년값: 1991년~2020년, 극값: 1901년~현재) |                     |                     |                     |                     |                     |                     |                     |                     |                     |                     |                     |                     |                     |
| 출처 2: 미국 해양대기청 (일조시간: 1971년~1990년), 일본 기상청 |                     |                     |                     |                     |                     |                     |                     |                     |                     |                     |                     |                     |                     |